# Фонд доктора Хэдвина
Фонд доктора Хэдвина (англ. Dr Hadwen Trust), ныне англ. Animal Free Research UK — ведущая британская благотворительная организация, занимающаяся медицинскими исследованиями, проводящая кампанию за прекращение экспериментов на животных и разработку альтернативных методов исследований.
Фонд доктора Хэдвина послужил моделью при создании подобных организаций в других странах.

## История создания
Фонд доктора Хэдвина (англ. Dr Hadwen Trust for Humane Research) был основан в 1970 году в Лондоне Британским союзом за отмену вивисекции (BUAV) с целью развития методов исследований, которые могут заменить эксперименты с использованием животных.
По словам секретаря Фонда, одной из причин создания организации стало желание отказаться от отрицания, присутствующего в названии BUAV, чтобы продемонстрировать, что и созидательные шаги могут способствовать замене экспериментов на животных.
Фонд носит имя британского врача и антививисекциониста из Глостера Уолтера Хадвина (англ. Walter Hadwen) (1854—1932), которого Фрэнсис Пауэр Кобб выбрала в качестве своего преемника на посту главы BUAV.

## Основные данные
Фонд доктора Хэдвина оказывает финансовую поддержку ученым, занятным в исследованиях без использования живых животных, а также финансирует инновационные исследования в этой области.
Является членом Eurogroup for Animals, International Council on Animal Protection in OECD Programmes (ICAPO) и спонсором Международной организации за гуманное образование ИнтерНИЧ.
Среди попечителей Фонда — Джуди Денч и Джоанна Ламли. Также в числе тех, кто поддерживают Фонд, Брайан Мэй и Крисси Хайнд. Косметическая кампания Lush, выступающая против опытов на животных, финансировала Фонд в рамках своего проекта Чарити пот.

### Поддержка альтернативных методов исследований
Получатели грантов Фонда доктора Хэдвина должны иметь лицензию в соответствии с Актом 1876 года о жестоком обращении с животными (закон, принятый парламентом Великобритании, который разрешает использование животных в причиняющих им боль экспериментах только при наличии необходимости для сохранения или продления человеческой жизни, а также предусматривает обязательный наркоз при проведении таких экспериментов), но не должны использовать животных в своих исследованиях.
По мнению Фонда, животные являются недостаточно информативной и надежной моделью при применении результатов опытов на них к человеку. В частности, по данным Фонда, более 90 % лекарственных средств, прошедших испытания на животных, в конечном итоге оказываются непригодными для человека.
Проекты, осуществляемые при участии Фонда, включают исследования, позволяющие заменять тест Дрейза на метод in vitro; разработку уникальных трехмерных моделей клеточной культуры рака молочной железы и здоровой груди, которые могут быть более подходящими для борьбы с заболеванием, поскольку демонстрируют человеческие клетки, а также могут заменить болезненные эксперименты с использованием сотен мышей; изучение сепсиса, исследования которого на животных не привели к выявлению эффективных методов лечения.
Фонд доктора Хэдвина, наряду с RSPCA и UK Human Tissue Bank, приветствует обращение к врачам с просьбой передавать удаленные во время операций ткани для медицинских исследований. Он также просит людей составлять завещания, разрешающие использовать их ткани в исследованиях после смерти.

### Связи с общественностью
Организация обращается к ведущим политическим партиям Великобритании с просьбой взять на себя обязательства обеспечить увеличение финансирования исследований, направленных на сокращение и замену экспериментов на животных альтернативными технологиями. Фонд также призвал ЕС создать центр развития исследований без использования животных, по его мнению, необходимо значительное увеличение финансирования альтернативных методов на всей территории Евросоюза.
Фонд доктора Хэдвина публикует на своем сайте данные об исследованиях, делая возможным ознакомление с ними для тех, кто не имеет специального доступа к лабораторным ресурсам. Таким образом, информация об экспериментах становится более прозрачной и открытой для критики.